# Operatie Olijftak

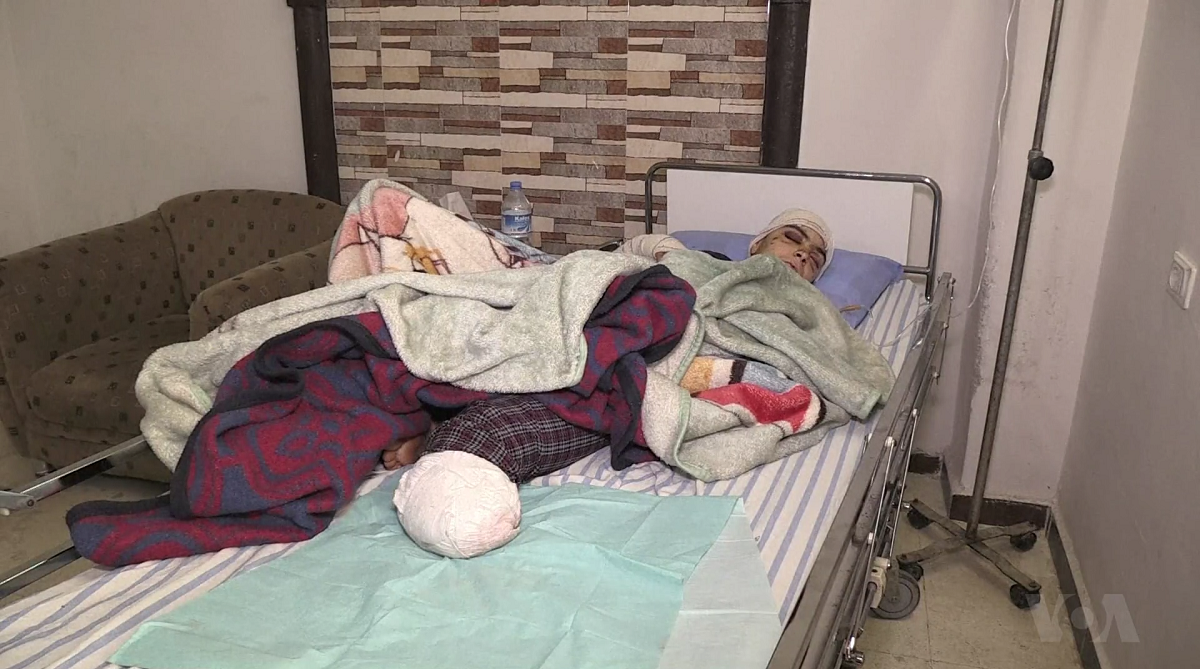
Een burger gewond door de Turkse luchtaanvallen op Afrin.

Operatie Olijftak (Turks: Zeytin Dalı Operasyonu) is een Turkse militaire operatie in de Syrische regio Afrin. De Turkse luchtmacht begon op 20 januari 2018 met een luchtaanval met drie F-16's. Op 20 februari trokken pro-Syrische regeringstroepen Afrin binnen, onder leiding van de aan Hezbollah verbonden Baqirbrigade bestaande uit meer dan 200 man.

## Achtergrond
De regio Afrin, gelegen in het noordwesten van Syrië, viel al vrij snel (2012) in de Syrische Burgeroorlog in handen van de YPG, de gewapende tak van de PYD. 
Afrin werd zo een van de drie regio's van het de facto autonome Democratische Federatie van Noord-Syrië (DFNS). Onder de paraplu van Syrische Democratische Strijdkrachten (SDF) streven de YPG en Jaysh al-Thuwar ("Leger van Revolutionairen") ernaar om de multi-etnische DFNS te integreren binnen een hervormd confederaal Syrië en de bevolking te beschermen tegen gewapende islamistische groeperingen. Alhoewel Jaysh al-Thuwar als Arabisch wordt beschreven, bestaat een aanzienlijk deel uit militieleden van de in deze groep opgegane Cephet el Ekrad (Het Koerdisch Front) met commandant Hacı Ahmed Kurdi als belangrijke schakel. In de regio vonden tot 2018 nauwelijks gevechtshandelingen plaats, en ze nam veel vluchtelingen op uit de rest van Syrië. De tegen IS en Al-Nusra strijdende SDF, waarin de YPG de grootste groepering is, vormt de bondgenoot van de internationale coalitie tegen IS. De YPG werd zo gesteund door de Verenigde Staten, onder andere in de vorm van wapenleveringen, luchtsteun en met speciale eenheden op de grond.
De YPG wordt door Turkije beschouwd als de Syrische tak van de PKK. Voor Nederland onderhoudt de PYD en haar gewapende tak YPG directe banden met de PKK. 
De PKK wordt door Turkije (en sinds 1997 ook door de VS) beschouwd als een terreurorganisatie. Ook de Amerikaanse minister van defensie onder Barack Obama, Ashton Carter, gaf in de Amerikaanse Senaat toe dat de YPG “substantiële banden” heeft met de PKK. Een recent rapport van de Directeur van de Nationale Inlichtingendiensten, de supervisor van de Amerikaanse inlichtingendiensten, noemt de YPG “de Syrische militie van de PKK”; terwijl in het World Factbook van de CIA de PYD “de Syrische arm van de PKK” worden genoemd. De Amerikanen stelden de YPG om redenen van public relations voor de naam SDF in te voeren. Echter, wordt de Syrische YPG internationaal niet erkend als een terreurorganisatie en geniet internationale steun in de strijd van de internationale coalitie tegen IS in Noord-Syrië.
Toen de SDF in augustus 2016 de toen door Daesh gecontroleerde Syrische grensstad Jarabulus bijna omsingeld hadden, viel het Turkse leger Jarabulus binnen om te voorkomen dat de stad in handen zou vullen van de SDF en dat het SDF Afrin zou verbinden met de rest van de DFNS.
Het Turkse leger startte hiervoor operatie Eufraatschild, die de SDF ten zuiden van Jarabulus terugdreef tot voorbij de Sajur-rivier. De VS greep in en plaatste speciale eenheden aan de Sajur om de Turkse operatie te stoppen. Rusland richtte in overleg met de YPG een basis in Afrin op, in de buurt van Kafr Naya en ten westen van Arima, waardoor de Turkse operatie tegen de SDF geblokkeerd werd. Vooral bij de grens van Afrin-Tel Rifaatregio, het gebied dat onder controle stond van het Turkse Eufraatschild, bleven de gevechten echter doorgaan in een patstelling.
In januari 2018 kondigde de VS aan  de reeds bestaande gezamenlijke grensbewaking in Noord-Syrië sterk uit te zullen breiden, die voor de helft uit SDF-strijders zou bestaan, met Amerikaanse steun in de vorm van training. Volgens Rusland was de nieuwe Turkse operatie 'Operatie Olijftak' een directe reactie op dit plan. De voorbereidingen waren echter al maanden bezig.
Volgens Turkije is de inval een daad van zelfverdediging.  De YPG hebben juist hun vijandschap met de Syrische regering opgeschort, zodat regeringstroepen de Koerdische regio konden binnentrekken om Turkse troepen te bestrijden.
Nederland sluit zich aan bij o.a. de Verenigde Staten, Duitsland en Frankrijk en vraagt Turkije om het staakt-het-vuren voor een periode van 30 dagen te respecteren, zoals geregeld in Resolutie 2401 Veiligheidsraad Verenigde Naties, met uitzondering van de strijd tegen de groeperingen die door de VN-Veiligheidsraad zelf waren opgegeven, namelijk ISIL/Da’esh, Al-Qaida en het Al-Nusra Front.
Nederland erkende in algemene zin dat er sprake is van legitieme Turkse veiligheidszorgen, zoals blijkt uit de vele terroristische aanslagen op Turks grondgebied de laatste jaren, maar was van mening dat Turkije met deze informatie het beroep op het recht op zelfverdediging ten aanzien van de operatie in Afrin niet heeft onderbouwd op een manier die voor Nederland overtuigend is.
Militair behaalden de Turken en het Vrije Syrische Leger (FSA) een vrij eenvoudige overwinning op de YPG, en liepen ongeveer 70% van de regio binnen twee maanden onder de voet. Op 18 maart 2018 viel Afrin-stad in handen van de Turken en pro-Turkse rebellen. De verliezen van Turkse strijdkrachten, het FSA en de YPG variëren respectievelijk van enkele tientallen, honderden tot enkele duizenden. Na de verovering van Afrin sloegen Syrische rebellen, hoofdzakelijk afkomstig uit Aleppo, aan het plunderen. De dieven werden later gearresteerd. 
De YPG kondigde aan een guerrilla-oorlog te zullen voeren teneinde de Turken en hun bondgenoten te hinderen, terwijl Turkije eiste dat de SDF eveneens Manbij ontruimde op straffe van een soortgelijke operatie aldaar.